# Cos negre

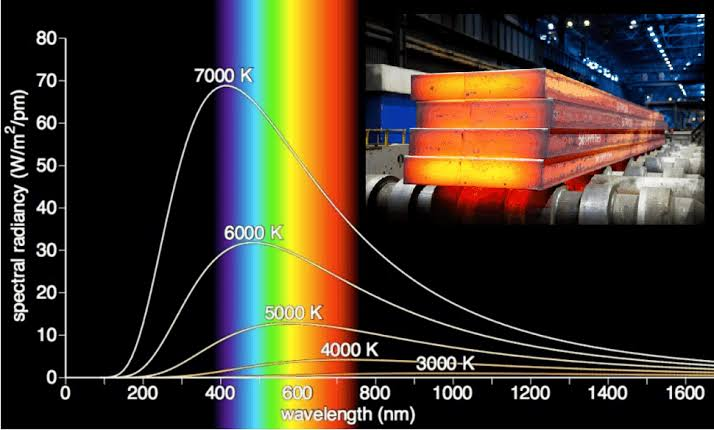
Radiància espectral de la radiació d'un cos negre en funció de la longitud d'ona. Corbes experimentals a diferents temperatures.

En física i química, un cos negre és un cos ideal, aïllat, en equilibri termodinàmic, tal que la radiació electromagnètica emesa és igual a l'absorbida. Aquesta radiació emesa no depèn de la temperatura del medi. L'espectre (quantitat de llum emesa a cada longitud d'ona) d'un cos negre és molt característic, i depèn de la seva temperatura.
Tot cos a una temperatura superior a 0 K, és a dir, superior al zero absolut (–273°C) emet una radiació electromagnètica. Les diferències entre l'espectre emès per un objecte i el d'un cos negre ideal són suficients per a determinar la composició química de l'objecte. Un cos negre és un emissor ideal que radia energia amb el màxim ritme possible per unitat d'àrea a cada longitud d'ona i per a cada temperatura. Un cos negre també absorbeix tota l'energia radiant incident en aquest: així, no es reflecteix ni es transmet cap energia.

## Interacció de la radiació amb la matèria

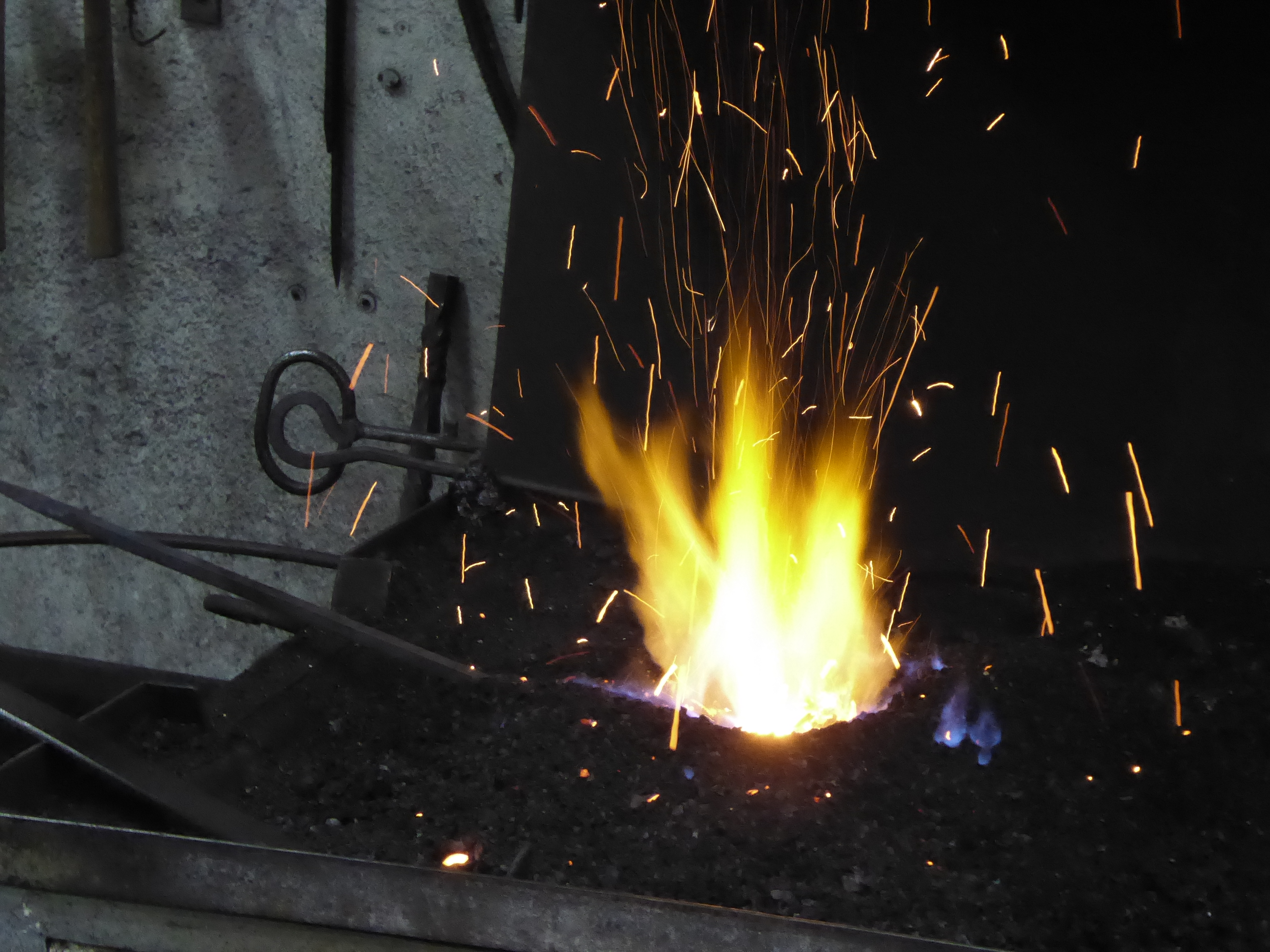
El carbó a temperatura ambient és negre i no emet llum visible, quan se l'escalfa passa a emetre llum visible.

El 1801, l'astrònom germano-britànic William Herschel (1738-1822) descobrí a l'espectre solar els raigs infrarojos, i el 1809 el ginebrís Pierre Prévost (1751-1839) afirmà a Du Calorique Rayonnant que tot cos en equilibri tèrmic amb el seu entorn emet la mateixa energia que absorbeix. Però els estudis pròpiament dits sobre la radiació de la matèria comencen amb el físic alemany Gustav Kirchhoff (1824-1887). El fenomen que el portà a estudiar la relació entre emissió i absorció foren els seus estudis de les línies de Fraunhofer, descobertes per l'alemany Joseph von Fraunhofer (1787-1826) en forma de línies d'absorció a l'espectre solar, produïdes en travessar la radiació del Sol els gasos de la seva atmosfera.
Kirchhoff descobrí que tota la matèria normal a temperatures superiors al zero absolut emet radiació electromagnètica, la qual representa una conversió de l'energia tèrmica interna d'un cos en energia electromagnètica i, per tant, es denomina radiació tèrmica. Al mateix temps, tota la matèria normal absorbeix radiació electromagnètica fins a cert punt. Un cos que a temperatura ambient apareix negre, com ara el carbó, és perquè la major part de l'energia que irradia és infraroja i no pot ser percebuda per l'ull humà. Com que l'ull humà no pot percebre ones de llum a freqüències més baixes, un cos negre, vist a la foscor a la temperatura més baixa just perceptible, apareix subjectivament gris, tot i que el seu espectre físic objectiu té el seu pic en l'interval infraroig. Quan es torna una mica més calent, apareix de color vermell apagat. A mesura que la seva temperatura augmenta, es torna groc, blanc i finalment blanc-blavós.
Kirchhoff anomenà «cossos negres» aquells objectes que absorbeixen tota la llum que incideixen sobre ells, però que, depenent de la seva temperatura, també poden emetre radiació. Són fonts lumíniques ideals, ja que presenten la propietat que, a igual temperatura, sigui quina sigui la seva naturalesa, tots presenten el mateix espectre de radiació tèrmica. Aquest fet va suscitar l'interès dels físics de finals de segle, que es van posar fil a l'agulla per intentar oferir-ne una explicació teòrica.

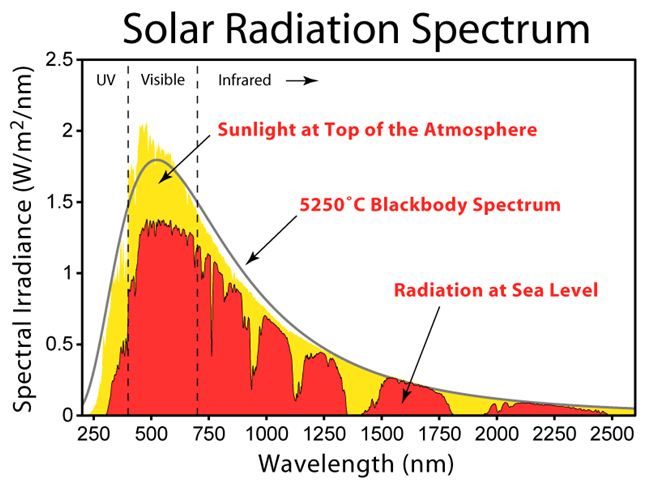
La radiació que ens arriba del Sol (groc a capes altes de l'atmosfera) s'aproxima a la d'un cos negre a 5250 °C (corba negra). A nivell de la mar es desvia més degut a l'absorció selectiva de les molècules de l'atmosfera.

Els cossos que veiem negres s'aproximen al cos negre ideal. Són cossos que s'encalenteixen més que el d'altres colors en rebre radiació electromagnètica. Per exemple els cotxes de color negre s'escalfen més l'estiu que no pas els cotxes blancs. Les cases de zones càlides es pinten de blanc per evitar escalfar-se durant l'estiu perquè el blanc absorbeix poca radiació. Passa igual amb la roba. La roba de color blanc absorbeix menys la radiació solar i s'empra l'estiu. En canvi si interessa absorbir llum convé que els cossos siguin negres i així ho són els panells per escalfar aigua. Per altra banda si interessa refredar un cos convé que sigui negre, perquè és el que transforma millor l'energia tèrmica en radiació tèrmica. Així els radiadors, els transformadors, etc. són negres.
Un exemple aproximat d'un cos negre és l'espai interestel·lar, que conté matèria a diverses temperatures que emet radiació electromagnètica de manera semblant a la d'un cos negre, encara que no ho sigui completament. També ho és un forat negre, tot i que un forat negre absorbeix tota la radiació que cau sobre ell, inclòs la llum visible, emet radiació de Hawking, que es comporta de manera semblant a la radiació d'un cos negre. Finalment una paret d'un forn a alta temperatura pot emetre radiació electromagnètica amb una distribució d'emissió de freqüència que s'assembla a la d'un cos negre.

## Model de cos negre
Ferdinand Kurlbaum (1857-1927), Otto Lummer (1860-1925), Ernst Pringsheim (1859-1917) i Wilhelm Wien (1864-1928), científics alemanys del Physikalich-Technische Reichsanstalt de Berlín, desenvolupar detectors de radiació absoluts i radiadors de cos negre gairebé ideals. El 1892, Kurlbaum descobrí el principi de substitució elèctrica per a la mesura de la potència radiant, que Angstrom també trobà de manera independent gairebé simultàniament. El 1895, Wien i Lummer descriviren amb detall la possibilitat de generar radiació de cos negre amb radiadors de cavitat. Sorprenentment, Kirchhoff ja havia assenyalat una cavitat isotèrmica com a equivalent de cos negre el 1860, però això s'havia oblidat. Els primers radiadors de cavitat funcionaren a temperatures que van des dels –182 °C, el punt d'ebullició del nitrogen líquid, fins als 700 °C, el punt d'ebullició del sofre líquid. Les investigacions d'aquests radiadors de cavitat portaren Wien a la seva llei de radiació el 1896. El radiador de cavitat escalfat elèctricament, que ampliava l'interval de temperatura fins a 1500 °C, fou desenvolupat per Lummer i Kurlbaum durant els 3 anys següents.

Radiador de cavitat.

Utilitzant aquest radiador de cavitat d'alta temperatura, Lummer i Pringsheim aconseguiren completar mesures "absolutes" de l'espectre de radiació del cos negre el 1899. Amb les mesures, no aconseguiren el seu objectiu original, la confirmació experimental de la llei de radiació de Wien. En comptes d'això, establiren una fita en el camí cap a la llei correcta de radiació del cos negre, que va trobar Planck l'any següent. El treball del grup PTR proporcionà la base de la radiometria com a nou camp de la metrologia.
Un cos negre és una idealització, perquè cap objecte físic absorbeix el 100% de la radiació incident. Tanmateix, hom pot construir un model de cos negre en forma d'un petit orifici a la paret d'un recinte segellat conegut com a radiador de cavitat. Les parets interiors d'un radiador de cavitat són rugoses i ennegrides, de manera que qualsevol radiació que entri a través d'un petit orifici a la paret de la cavitat queda atrapada dins de la cavitat. En equilibri termodinàmic (a temperatura {\displaystyle T}), les parets de la cavitat absorbeixen exactament tanta radiació com emeten. A més, a l'interior de la cavitat, la radiació que entra al forat s'equilibra amb la radiació que en surt. L'espectre d'emissió d'un cos negre es pot obtenir analitzant la llum que irradia des del forat.

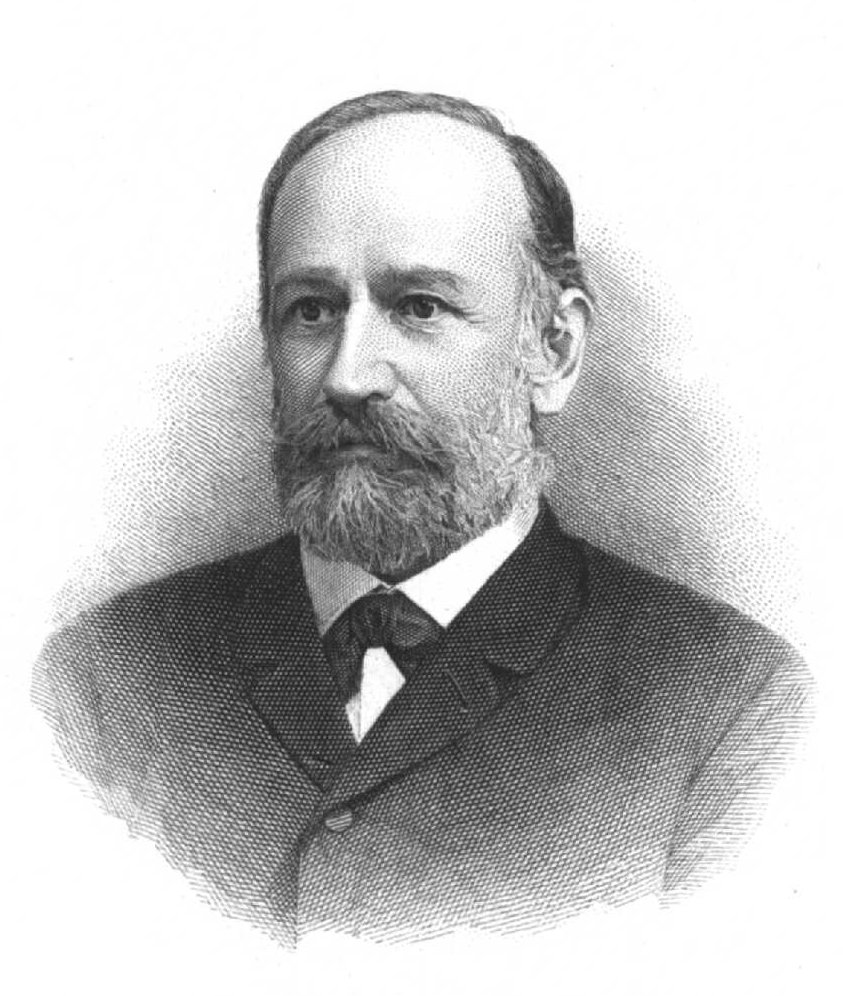
Josef Stefan.

## Llei de Stefan-Boltzmann
La llei de Stefan-Boltzmann fou formulada el 1879 pel físic austríac Josef Stefan (1835-1893) com a resultat dels seus estudis experimentals. La mateixa llei fou derivada el 1884 pel físic austríac Ludwig Boltzmann (1844-1906) a partir de consideracions termodinàmiques. Sí hom anomena {\displaystyle I} a la intensitat o irradiància (l'energia calorífica radiant emesa per una unitat d'àrea en un segon (unitats W m–2), és a dir, la potència radiant {\displaystyle P} d'una unitat d'àrea {\displaystyle A}, i {\displaystyle T} és la temperatura absoluta (en kèlvins) del cos, aleshores es compleix que:
{\displaystyle I=\sigma T^{4}\quad \quad \quad P=\sigma AT^{4}}
on {\displaystyle \sigma } és una constant de proporcionalitat, anomenada constant de Stefan-Boltzmann, que té un valor de 5,670 374 419 × 10−8 W m–2 K–4.
Els cossos que no són cossos negres no emeten amb tanta eficàcia i cal afegir un coeficient de correcció anomenat emissivitat {\displaystyle \varepsilon }, que adopta els valors entre 0 i 1 i depèn de la composició de la superfície del cos. El cos negre té {\displaystyle \varepsilon } = 1. L'expressió és:

Radiància espectral de la radiació d'un cos negre en funció de la longitud d'ona. Corbes experimentals a diferents temperatures.

{\displaystyle I=\varepsilon \sigma T^{4}\quad \quad \quad P=\varepsilon \sigma AT^{4}}

## Llei de desplaçament de Wien

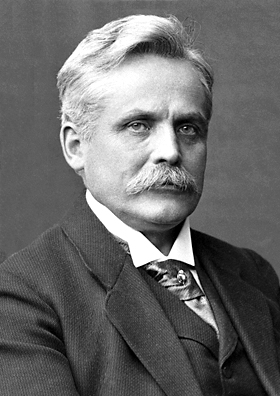
Wilhelm Wien el 1911.

La llei de desplaçament de Wien fou deduïda experimentalment el 1893 pel físic prussià Wilhelm Wien (1864-1928). En analitzar la radiació emesa per un cos negre a diferents temperatures descobrí que hi ha una longitud d'ona per a la qual l'emissió de radiació és màxima i el seu valor augmenta en baixar la temperatura. El màxim es desplaça segons la llei:
{\displaystyle \lambda _{max}={\frac {b}{T}}}
on {\displaystyle \lambda _{max}} és la longitud d'ona per a la qual l'emissió de radiació és màxima, {\displaystyle T} és la temperatura i {\displaystyle b} és la constant de desplaçament de Wien, que en el sistema internacional d'unitats té el valor  = 2,897 768 5(51) × 10–3 K·m.
Les conseqüències de la llei de Wien és que, com més gran sigui la temperatura d'un cos negre, menor és la longitud d'ona en la qual emet. Per exemple, la temperatura de la fotosfera solar és de 5 780 K i el pic d'emissió es produeix a 475 nm o 4,75 × 10–7 m. Com el rang visible s'estén des de 400 nm a 750 nm, aquesta longitud d'ona cau dins de l'espectre visible, sent un color verdós. No obstant això, a causa de la difusió de Rayleigh de la llum blava per l'atmosfera terrestre, el component blau se separa distribuït per la volta celeste i el Sol apareix groguenc.

## La catàstrofe ultraviolada

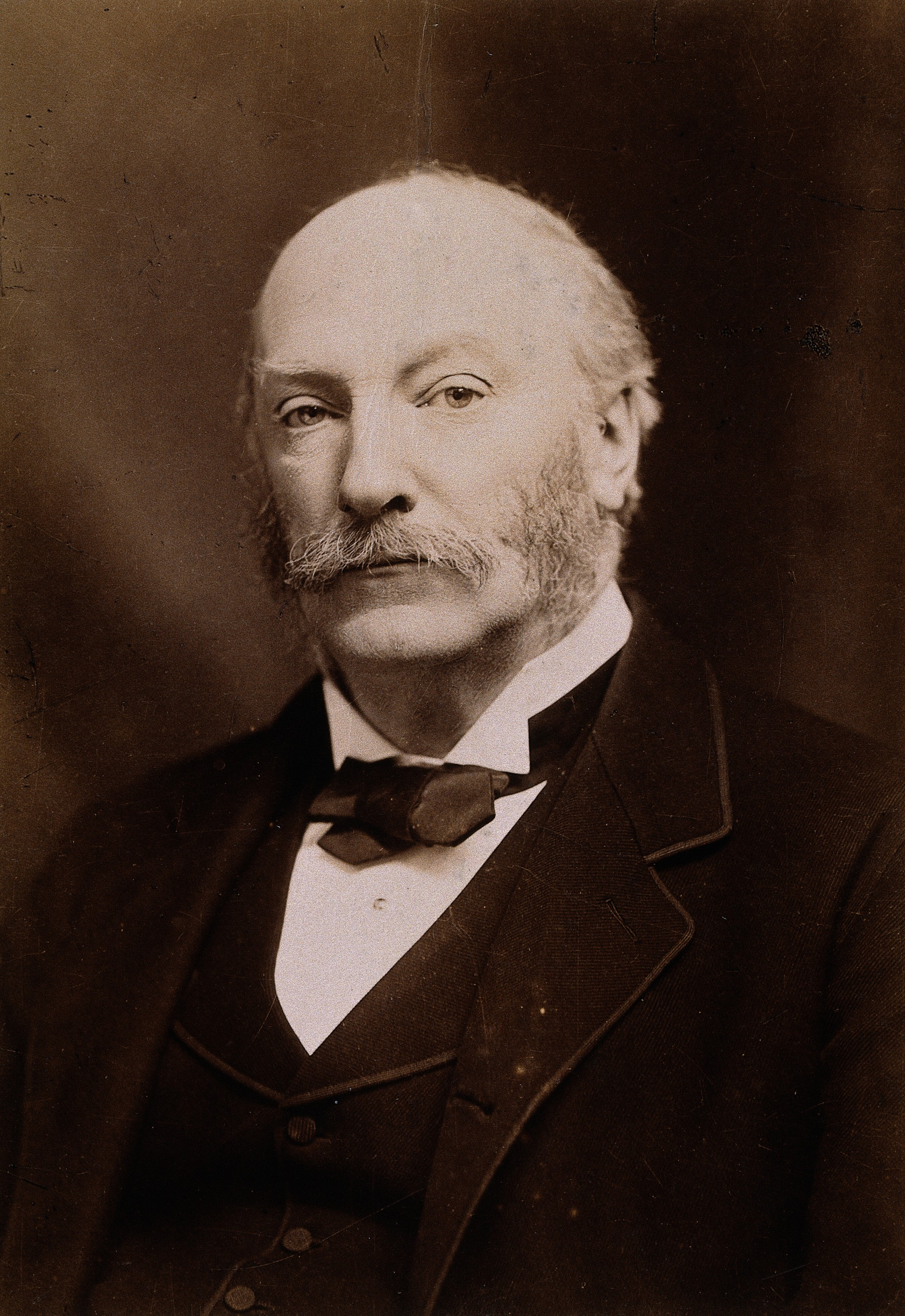
John William Strutt, Lord Rayleigh

El 1896 Wien proposà, a partir de les dades experimentals, una equació que s'ajustava prou bé a la forma de les corbes observades, anomenada llei de Wien:
{\displaystyle \rho _{\lambda }(T)={\frac {c_{1}}{\lambda ^{5}}}{\frac {1}{e^{\frac {c_{2}}{\lambda T}}}}}on: {\displaystyle \rho _{\lambda }} és la radiància espectral en funció de la longitud d'ona {\displaystyle \lambda }, les quals unitats són J m–4, {\displaystyle c_{1}} i {\displaystyle c_{2}} són constants i {\displaystyle T} és la temperatura absoluta del cos negre. La radiància espectral {\displaystyle \rho _{\lambda }}(J m–4) és la densitat d'energiaradiant {\displaystyle \rho } (J m–3), això és l'energia radiant per volum ({\displaystyle \rho =E/V}) dividida per la longitud d'ona {\displaystyle \lambda } (m).
Per la seva part el físic anglès John Strutt, Lord Rayleigh (1842-1919), publicà un article de dues pàgines el juny de 1900, Remarks upon the law of complete radiation (Observacions sobre la llei de la radiació completa), on exposà que havia investigat si el teorema d'equipartició de mecànica estadística podria descriure la zona de longituds d'ona llargues millor que la llei de Wien. A la introducció de l'article afirma «sobre el principi d'equipartició, segons aquesta doctrina, tots els modes de vibració haurien de ser igualment afavorits, i per bé que per alguna raó encara no s'ha explicat la doctrina falla en general, sembla possible que s'apliqui als modes més greus». Només afirma que això podria aplicar-se a longituds d'ona més llargues, cosa que és certa, i diu que: «el principi d'equipartició falla en general; probablement es tracta de la capacitat calorífica dels gasos ideals». Aleshores deriva la seva llei i acaba amb: «Si introduïm el factor exponencial, l'expressió completa serà»:{\displaystyle \rho _{\lambda }(T)=c_{1}{\frac {T}{\lambda ^{4}}}{\frac {1}{e^{\frac {c_{2}}{\lambda T}}}}}

El mateix any, Rayleigh publicà la seva llei de radiació sense el factor exponencial:
{\displaystyle \rho _{\lambda }(T)=c_{1}{\frac {T}{\lambda ^{4}}}}

Radiància espectral de la radiació d'un cos negre en funció de la longitud d'ona. Corbes experimentals a diferents temperatures i corba teòrica en negre a 5000 K

i assenyalà la dificultat amb la fórmula per a les freqüències altes. Malgrat que coincideix bastant bé amb les corbes experimentals per a longituds d'ona grans, no s'ajusta a longituds d'ona petites. En la llei de Rayleigh, la intensitat de la radiació s'apropa a l'infinit per a petites longituds d'ona (zona ultraviolada). Encara que és més preocupant que la integral de l'equació de Rayleigh per a totes les longituds d'ona dona un valor infinit, que indica una intensitat irradiada infinita.
Aquesta expressió de Rayleihg fou afinada pel físic anglès James Jeans (1877-1945) el 1905 relacionant la constant amb d'altres constants més fonamentals ({\displaystyle c}, velocitat de la llum, i {\displaystyle k_{B}}, constant de Boltzmann). Concorda, també, amb els resultats experimentals per a freqüències baixes, però prediu una emissió d'energia que tendeix a infinit per a freqüències altes i no coincideix amb els fets observats. Matemàticament, la llei de Rayleigh-Jeans s'expressa com:
{\displaystyle \rho _{\lambda }(T)={\frac {2ck_{B}T}{\lambda ^{4}}}}
Cap al 1910, després de diversos anys amb discussions, s'acceptà que no era possible derivar una llei de radiació correcta per a les altes freqüències amb les teories de la física clàssica. El concepte «catàstrofe ultraviolada» fou utilitzat per primera vegada el 1911 pel físic austríac Paul Erhenfest (1880-1933) per descriure aquest problema.

## Teoria de Planck

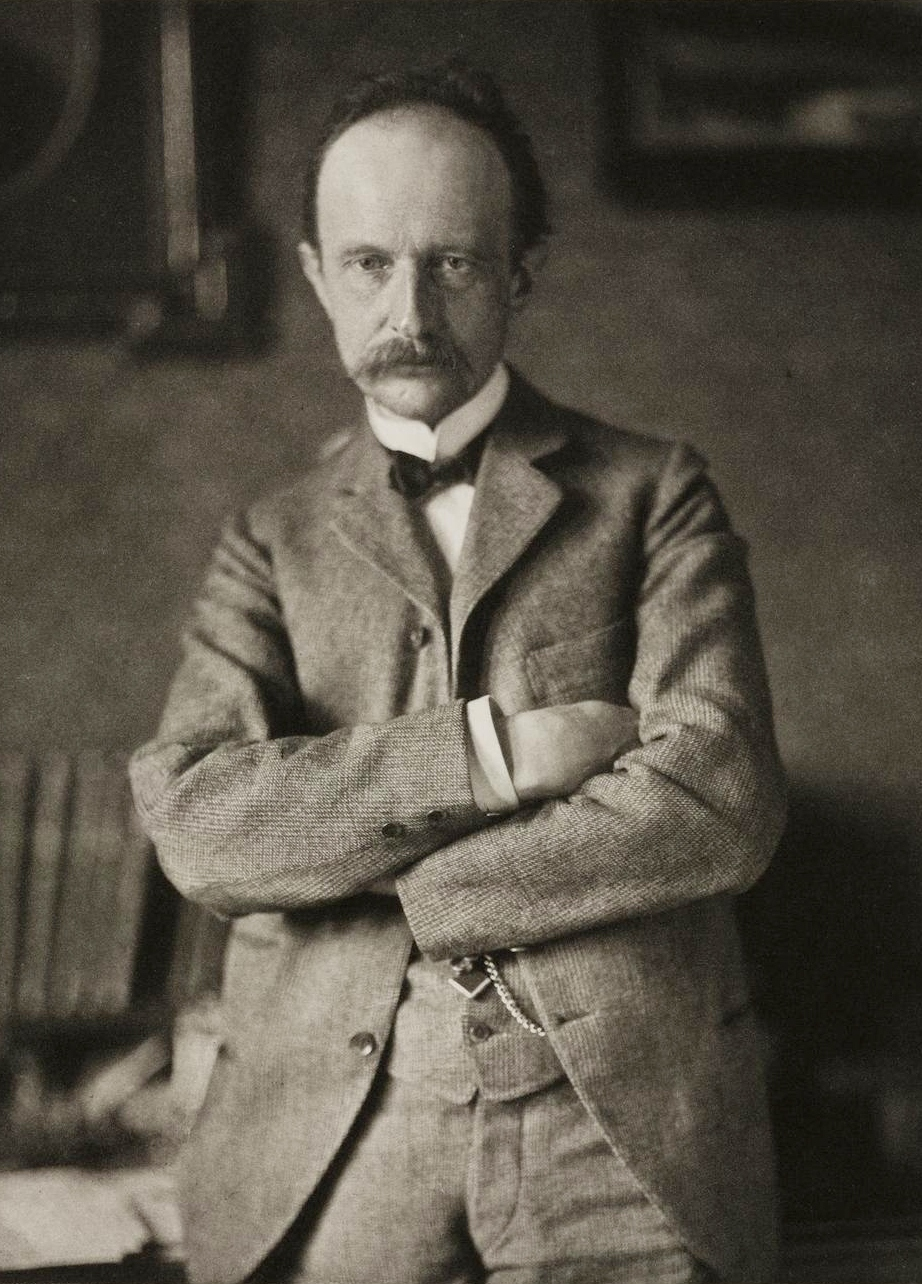
Max Planck cap al 1910.

L'equació de Wien funcionava tan bé que la majoria dels físics van creure que la tasca que Kirchhoff havia assignat estava completada. En el període 1897-1900, el físic alemany Max Planck (1858-1947), publicà cinc articles sobre la radiació del cos negre, i en el cinquè afirmà que havia derivat la llei de Wien. La seva derivació es basava en una relació entre l'entropia i l'energia dels oscil·ladors sense cap interpretació estadística. A principis de 1900, tot semblava bé pel que fa a la descripció de la radiació del cos negre, però l'octubre de 1900, els experimentadors de la Physikalich-Technische Reichsanstalt de Berlín comunicaren a Planck que hi havia desviacions de la llei de Wien per a les freqüències molt baixes (longituds d'ona elevades). Això significava que la llei de Wien era incorrecta i també la seva relació definida entre energia i entropia.
Planck trobà una nova expressió d'entropia per a l'oscil·lador emprant els límits de la corba experimental i amb això pogué derivar una nova llei. La radiància espectral en funció de la longitud d'ona {\displaystyle \lambda } d'un cos negre a temperatura {\displaystyle T} és expressada per la llei:
{\displaystyle \rho _{\lambda }(T)={\frac {c_{1}}{\lambda ^{5}}}{\frac {1}{e^{\frac {c_{2}}{\lambda T}}-1}}}
La radiància espectral {\displaystyle \rho _{\lambda }}(J m–4) és la densitat d'energia radiant {\displaystyle \rho } (J m–3), això és l'energia radiant per volum ({\displaystyle \rho =E/V}) dividida per la longitud d'ona {\displaystyle \lambda } (m). {\displaystyle c_{1}} i {\displaystyle c_{2}} són dues constants.
Planck després deduí teòricament aquesta fórmula a partir de consideracions de naturalesa estadística i hagué de suposar que la radiació electromagnètica només es podia absorbir o emetre en paquets discrets o quàntums. Pogué relacionar les constants amb constants més fonamentals ja conegudes. En termes de freqüència ({\displaystyle \nu }) o longitud d'ona ({\displaystyle \lambda }), la llei de Planck s'escriu com:
{\displaystyle \rho _{\nu }(T)={\frac {2h\nu ^{3}}{c^{2}}}{\frac {1}{e^{\frac {h\nu }{k_{\mathrm {B} }T}}-1}}={\frac {8\pi h\nu ^{3}}{c^{3}}}{\frac {1}{e^{\frac {h\nu }{k_{\mathrm {B} }T}}-1}}}{\displaystyle \rho _{\lambda }(T)={\frac {2hc^{2}}{\lambda ^{5}}}{\frac {1}{e^{\frac {hc}{\lambda k_{\mathrm {B} }T}}-1}}={\frac {8\pi hc}{\lambda ^{5}}}{\frac {1}{e^{\frac {hc}{\lambda k_{\mathrm {B} }T}}-1}}}
on {\displaystyle \rho _{\nu }} és la radiància espectral en funció de la freqüència {\displaystyle \nu }, les quals unitats són W m–3 s–1 i {\displaystyle \rho _{\lambda }} és la radiància espectral en funció de la longitud d'ona {\displaystyle \lambda }, les quals unitats són J m–4, {\displaystyle T} és la temperatura absoluta del cos negre, {\displaystyle k_{B}} és la constant de Boltzmann, {\displaystyle h} és la constant de Planck, i {\displaystyle c} és la velocitat de la llum al buit.